# Illiniza
L'Illiniza è uno stratovulcano dell'Ecuador, situato 55 km a sud-ovest della capitale ecuadoriana Quito. L'Illiniza è un vulcano potenzialmente attivo, e consta di due picchi principali: Illiniza Sur (5.245 m) e Illiniza Nord (5.126 m). Il suo nome deriva delle parole kunza che significa "colle maschio".
Mentre l'Illiniza Sur (quello a sud) è una ascensione difficile da scalare a causa della sua natura glaciale, l'Illiniza Nord non richiede particolare abilità per essere scalato, anche se è comunque raccomandabile una guida per le difficoltà che potrebbero sopraggiungere dopo una nevicata notturna.
Generalmente per gli scalatori si ritiene che gli Illinizas siano le migliori montagne per acclimatarsi all'Ecuador, e sono usate frequentemente come una arrampicate preparatorie per vette più alte come il Cotopaxi, il Chimborazo e il Cayambe.
Esiste un rifugio tra le cime nord e sud. Si può arrivare attraverso di un viaggio di una ora di auto da El Chaupi, mentre l'arrampicata dura circa tre ore.